# Eiphosoma quadrilineatum
Eiphosoma quadrilineatum là một loài tò vò trong họ Ichneumonidae.